# 張子麟
張子麟（1459年—1546年），字元瑞（或符瑞），號恒山，直隸藁城人。明朝政治人物，官至刑部尚書。

## 生平
成化二十年（1484年）登進士，初授南京大理寺評事，升寺副、寺正，凡居大理寺十年。出任河南汝寧府知府，弘治十七年（1504年）二月升山西右參政，正德二年（1507年）闰正月升河南右布政使，六月升本司左布政，三年二月升都察院右副都御史、巡抚湖广兼赞理军务，改任提督南京粮储右副都御史，四年七月刘瑾以子麟同乡，擢升刑部右侍郎，六年八月升本部左侍郎，七年（1512年）十二月官至刑部尚书，他在刑部效力四十多年，處理過大量案件，包括有朱宸濠、刘瑾、朱宁、江彬等人，依法處決。嘉靖二年（1523年）四月御史沈灼稱其在刑部時，諂媚钱宁，被夺职闲住。

## 家族
曾祖张玘、祖张得才、父张钦皆隐弗仕，以子贵赠封皆光禄大夫柱国太子太保刑部尚书。母刘氏。